# Rhyacophila hobsoni
Rhyacophila hobsoni är en nattsländeart som beskrevs av Martynov 1930. Rhyacophila hobsoni ingår i släktet Rhyacophila och familjen rovnattsländor. Inga underarter finns listade i Catalogue of Life.